# 愛川りりな
愛川 りりな（あいかわ りりな、1991年8月6日 - ）は、神奈川県出身の元グラビアアイドル。スターブリッジプロモーションに所属していた。
その後、休業。休業中に「一ノ瀬莉菜」名義でブログを開始。
2009年、「水瀬莉菜」と改名し復帰。
2010年、「一ノ瀬莉菜」名義のブログにて、引退を発表。その後、ブログも閉鎖される。

## 出演作品

### DVD（愛川りりな名義）
- 小悪魔 Honey（2007年12月27日、心交社）
- 桃色聖春女学園17（2008年1月26日、レイフル）共演：井上優衣、松田綾、朝倉秀美
- EIGHT（2008年3月20日、レイフル）
- 小悪魔 Honey2（2008年5月9日、心交社）

### DVD（水瀬莉菜名義）
- Fortune（2009年6月10日、369）
- VOLTAGE-X（2009年10月29日、マーレーインターナショナル）
- ∞ボディリミットSP∞（2010年3月19日、サムバディ）
- VOLTAGE-CLASH（2010年5月18日、マーレーインターナショナル）
- ボディリミットDX（2010年7月16日、サムバディ）
- Super Cyclone（2010年11月16日、オルスタックピクチャーズ）